# Kostel Neposkvrněného početí Panny Marie (Malacky)

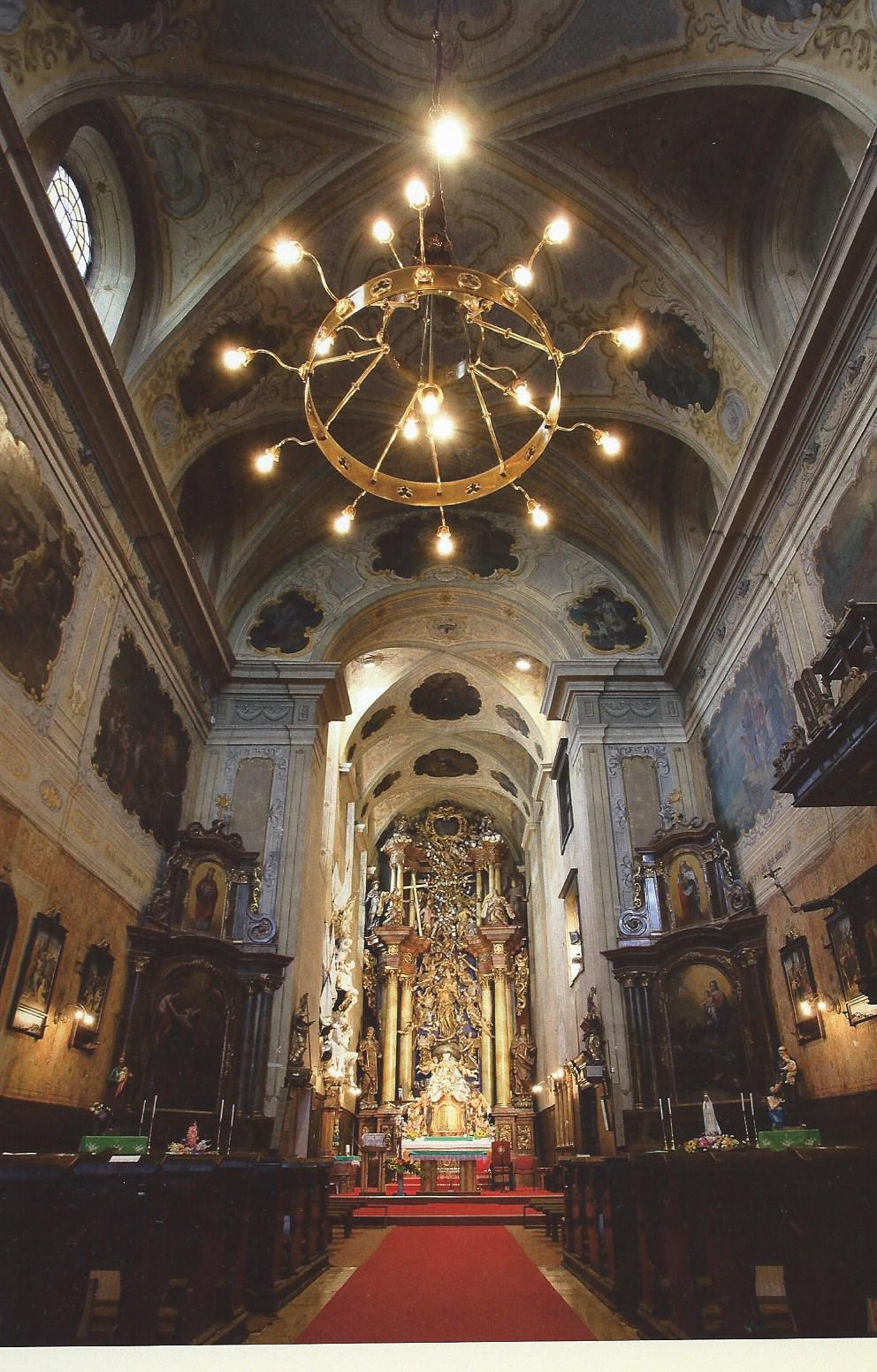
Kostel zevnitř

Kostel Neposkvrněného početí Panny Marie je římskokatolický kostel v centru města Malacky. Je to největší kostel ve farnosti, ale i tak není farní kostel, protože ve farnosti se nachází kostel Nejsvětější trojice, který je starší.

## Umístění
Kostel se nachází v centru města, hned vedle se nachází Spojená škola sv. Františka z Assisi, která se nachází v Černém klášteře, se kterým je kostel propojen.

## Historie
Kostel pochází ze 17. století. Práce na kostele spolu s klášterem se začaly v roce 1647 a klášter byl dokončen v roce 1652. Kostel byl dostavěn až v roce 1653. Po dokončení dal Pavol Pálfi vyhotovit donační listinu, kterou daroval františkánskému řádu klášter i s chrámem. V kostele však ještě tehdy nebyly oltáře, varhany nebo kazatelna. Samotný kostel vysvětil biskup Tomáš Pálfi v roce 1660.

## Výzdoba
Chrámová loď je postavena v barokním stylu. Chrámové stěny byly až do roku 1928 pouze vybělené, poté dal kníže Mikuláš Pálfi chrám vymalovat. Malování a částečné úpravy provedl František Malovaný se svými spolupracovníky.

## Interiér

### Oltáře

#### Hlavní oltář
Dominantou kostela je hlavní oltář. Pochází z první poloviny 18. století. Celý je vyřezávaný ze dřeva, kolorovaný a bohatě pozlacený. Je 14 metrů vysoký, vytvářen byl podle loretánských litanií. Stejně jako chrám je zasvěcený Neposkvrněnému Početí Panny Marie, svědčí o tom i ústřední motiv zadní dekorativní části – socha Panny Marie (Neposkvrněného Početí) v nadživotní velikosti. Na levé straně oltáře se nachází socha svaté Kláry, vysoko nad ní se nachází svatý Bonaventura. Naproti nim se nacházejí dole sv. Alžběta Uherská, nahoře sv. Jan Kapistrán. Nad oltářem se nachází erbovní obraz s erbem rodu Pálffiovců na levé straně, ale útvar v pravé části zůstává záhadou.

#### Oltář svatého Františka z Assisi
Oltář pochází z první poloviny 18. století. Darovala ho hraběnka Marie Antonie de Souches Ratvit, manželka hraběte Leopolda I. Pálffyho. Má hlavní a nasazovací obraz. Hlavní obraz sv. Františka z Assisi je starý a pochází z doby vzniku oltáře. Na Nasazovacím obraze se nachází svatý Mikuláš.

#### Oltář svatého Antonína
Oltář pochází z první poloviny 18. století. I tento darovala hraběnka Marie Antonie de Souches Ratvit. Je také pozdně barokní. Centrální obraz je dílem A. Veselého a představuje svatého Antonína. Nasazovací obraz je dílem téhož autora a je na něm zobrazen svatý Leopold.

#### Oltář Božského srdce Ježíšova
Obraz je umístěn v imitováné skalní jeskyňce (vytvořené vyhloubením do zdi). Po bocích jsou ještě dva menší výklenky, stejně na způsob jeskyňky, ve kterých jsou umístěny sochy Panny Marie a svatého Josefa.

### Kaple

#### Loretánská kaple
Nachází se na levé straně u vchodu do kostela. Dominuje v ní barokní plastika z roku 1725. Nalevo od ní je busta sv. Anny a napravo sv. Josefa. Fresky na stěnách představují výjevy ze života Panny Marie.

#### Lurdská jeskyně
Pochází z dvacátého století. Dominuje v ní socha Panny Marie. Zrestaurována byla ve čtyřicátých letech 20. století. Hned vedle lurdské jeskyně je oltář Božského srdce.

#### Kaple Sedmibolestné Panny Marie
Kaple se nachází na pravé straně chrámové lodi. Přes kapli se vchází na kazatelnu.

#### Kaple Svatých schodů
Sestává ze dvou schodišť předělených stěnou. Každé sestává z dvaceti schodů. Svaté schody jsou však jen nalevo. Po nich se může vystupovat pouze po kolenou. Nahoře těchto schodů se nachází Oltář sv. Kříže.

### Epitaf Mikuláše V. Pálfiho
Na stěně levé části svatyně se nachází epitaf hraběte Mikuláše V. Pálfiho. Dali ho postavit jeho vnuci Leopold, Mikuláš a Rudolf. Autorem náhrobku je uváděn Jan Mikuláš Moll. Zobrazil v symbolech život a pomíjivou slávu Mikuláše V. Pálffyho.